# Orgilonia pasohensis
Orgilonia pasohensis är en stekelart som beskrevs av Braet och Van Achterberg 2000. Orgilonia pasohensis ingår i släktet Orgilonia och familjen bracksteklar. Inga underarter finns listade i Catalogue of Life.